# Club Baloncesto Murcia
Universidad Católica de Murcia Club de Baloncesto mais conhecido por UCAM Murcia é um clube profissional de basquetebol situado na cidade de Murcia, Região de Múrcia na Espanha que atualmente disputa a Liga Endesa e a Eurocopa.

## História
O clube foi fundado no ano de 1985 com o nome de AD Juver Basket, alterando sua denominação em 1991 para Club Baloncesto Juver Murcia. Iniciou suas disputas em campeonatos oficiais na 3ª Divisão Espanhola na temporada de 1985-86 e na temporada seguinte passou a disputar a 1ª Divisão B por adquirir os direitos federativos do Logos Madrid.
A promoção à Liga ACB acontece em 1989-90 quando venceu os playoffs contra o Obradoiro. Permanece ininterruptamente na elite espanhola até a temporada 1996/97 quando foi rebaixado para a LEB Ouro e a venceu na temporada 1997/98 alcançando seu retorno para a ACB. Na temporada seguinte é novamente rebaixado para a LEB Ouro onde permanece até 2002-03 quando vence novamente a competição e retorna para a elite. Não permanece mais de uma temporada, pois fica com a última colocação na temporada 2003-2004 e fica relegado novamente a LEB Oro de onde saiu apenas na temporada 2005-06 ao ser vice-campeão da LEB oro. UCAM Murcia permanece então na Liga ACB até 2009-10 quando novamente é rebaixado para retornar na próxima temporada como campeão novamente da LEB oro.

## Uniforme
| Casa | Visitante | Alternativo |

## Referencias
1. ↑  História UCAM Murcia no Sítio da Liga ACB acb.com visualizado em 09/02/2015
2. ↑  Ascenso e Descenso do UCAM Murcia na ACB acb.com visualizado em 09/02/2015